# The Vampire Diaries (sezonul 3)
The Vampire Diaries , o dramă supranaturală americană de o oră, a fost reînnoită oficial pentru un al treilea sezon de către The CW în data de 26 aprilie 2011, difuzată din 15 septembrie 2011 până în data de 10 mai 2012.  Cel de-al treilea sezon a constat din 22 de episoade și s-a axat pe povestea originii lui Klaus , relația sa cu familia și revelarea mai mult despre familia originală.  Cel de-al treilea sezon a fost deschis pentru recenziile generale pozitive.  Sezonul are un decalaj de la ultimul sezon și începe cu data de 18 ani a lui Elena Gilbert , cu revenirea tuturor regizoarelor seriei, cu excepția lui Sara Canning cărei personaj Jenna Sommers a fost ucis în sezonul trecut.  Caracterul lui Klaus Joseph Morgan a devenit o serie regulată în loc să se întoarcă ca personaj recurent. 
- Nina Dobrev as Elena Gilbert (22 episodes) / Katherine Pierce (5 episodes)
- Paul Wesley as Stefan Salvatore (22 episodes)
- Ian Somerhalder as Damon Salvatore (22 episodes)
- Steven R. McQueen as Jeremy Gilbert (14 episodes)
- Kat Graham as Bonnie Bennett (17 episodes)
- Zach Roerig as Matt Donovan (15 episodes)
- Candice Accola as Caroline Forbes (19 episodes)
- Michael Trevino as Tyler Lockwood (himself; possessed by Klaus) (15 episodes)
- Matt Davis (himself; possessed by Klaus) as Alaric Saltzman (18 episodes)
- Joseph Morgan as Niklaus Mikaelson (18 episodes)

### recurent
- Claire Holt as Rebekah Mikaelson (herself; possessed by Esther) (17 episodes)
- Susan Walters as Carol Lockwood (10 episodes)
- Torrey DeVitto as Dr. Meredith Fell (9 episodes)
- Marguerite MacIntyre as Sheriff Elizabeth|"Liz" Forbes (7 episodes)
- Malese Jow as Annabelle "Anna" (6 episodes)
- Daniel Gillies as Elijah Mikaelson (6 episodes)
- Alice Evans as Esther (6 episodes)
- Sebastian Roché as Mikael (5 episodes)
- Persia White as Abby Bennett Wilson (5 episodes)
- Kayla Ewell as Vicki Donovan (4 episodes)
- Nathaniel Buzolic as Kol Mikaelson (4 episodes)
- Casper Zafer as Finn Mikaelson (4 episodes)
- Jack Coleman as Bill Forbes (5 episodes)

- Robert Ri'chard as Jamie Wilson (3 episodes)
- Cassidy Freeman as Sage (3 episodes)
- Kimberly Drummond as Mindy (3 episodes)
- David Gallagher as Ray Sutton (2 episodes)
- Taylor Kinney as Mason Lockwood (2 episodes)
- Zane Stephens as Tony (2 episodes)
- Daniel Newman as Daniel Warren (2 episodes)
- Kelly Hu as Pearl (1 episode)
- Arielle Kebbel as Alexia "Lexi" Branson (1 episode)
- Jasmine Guy as Sheila Bennett (1 episode)
- Stephen Martines as Frederick (1 episode)
- Dawn Olivieri as Andie Starr (1 episode)
- Cherilyn Wilson as Sofie (1 episode)
- Lauren Cohan as Rosemary "Rose" (1 episode)
- Sara Canning as Jenna Sommers (1 episode)

## episoade
Pe 26 aprilie 2011, The CW a reînnoit oficial The Vampire Diaries pentru un al treilea sezon.   Pe 19 mai 2011, odată cu dezvăluirea programului CW 2011-12, a fost anunțat că seria va rămâne joi la ora 20:00 Est / 7:00 pm Central, în calitate de plumb al <i id="mwIA">Cercului Secret,</i> care este de asemenea produs de Kevin Williamson .   Kevin Williamson, Julie Plec , Leslie Morgenstein și Bob Levy sunt producători executivi ai serialului. 

### piesă turnată
Serialele sunt Nina Dobrev , Elena Gilbert si Katherine Pierce, Paul Wesley , Stefan Salvatore si Silas, Ian Somerhalder , Damon Salvatore, Steven R. McQueen , Jeremy Gilbert, Kat Graham , Bonnie Bennett, Candice Accola , Caroline Forbes, Zach Roerig , Matt Donovan, Michael Trevino ca Tyler Lockwood, Matt Davis ca Alaric Saltzman și Joseph Morgan ca și Klaus. 
David Gallagher, al 7-lea cer, a fost prezentat ca vârcolac Ray Sutton, care are o rulare cu Klaus în Tennessee.   Actrița australiană, Claire Holt, a fost distribuită ca Rebekah, sora lui Klaus și a lui Ilie, un vampir frumos care a avut plăcerea companiei lui Stefan în primele zile când a fost sărbătorit cu sânge uman.   Sebastian Roché a fost, de asemenea, distribuit ca Mikael un vanator de vampiri, care este mai exact după fiul său Klaus.  El se hrănește cu vampiri și îl vânează pe Klaus.   Mai târziu, se dezvăluie că el este tatăl originalilor și tatălui vitreg al lui Klaus.  Când planul său de a ucide pe Klaus, Mikael este ucis de Klaus.   Heroes star Jack Coleman a fost distribuit ca Bill, fostul rezident al Mystic Falls și tatăl vampirii rezidenți Caroline, care crede că fiica sa a devenit monstru, dar mai târziu o acceptă.  
Alice Evans sa alăturat distribuției ca vrăjitoare originară, Esther, mama lui Klaus.  A fost prima dată vazută într-o retrospectivă în episodul opt.   Daniel Gillies se va întoarce, de asemenea, apărând prima dată într-o retrospectivă în timpul episodului opt ca fratele lui Klaus, Ilie.   Persia White a fost distribuită ca mamă a lui Bonnie, Abby Bennett.   La 10 noiembrie 2011, a fost anunțată că soția lui Paul Wesley, Torrey DeVitto, a fost distribuită ca Meredith Fell (bazată pe Meredith Sulez de la romanul sursă), un tânăr doctor fascinat de Alaric, când observă cât de repede se recuperează de la un accident .  Folosește sângele vampir pentru a vindeca oamenii și începe să se întâlnească cu Alaric.   Pe 16 noiembrie 2011, a fost anunțat că Robert Ri'chard a fost distribuit ca Jamie un interes nou pentru iubitul rezident Bonnie.   La 22 noiembrie 2011, a fost anunțat că Daniel Newman a fost distribuit ca Daniel Warren, care apare într-un singur episod.   Actorul australian Nathaniel Buzolic a fost distribuit pentru a juca Klaus și fratele lui Eli, Kol  iar actorul englez Caspar Zafer a fost distribuit ca celălalt frate Finn.   Pe 13 ianuarie 2012, a fost anunțat că Cassidy Freeman a fost distribuit ca Sage.   Pe 31 martie 2012, Sara Canning a fost confirmată să se întoarcă în rolul Jenna Sommers într-o retrospectivă în ultimul episod al sezonului "The Departed".   Pe 9 aprilie 2012, Jason MacDonald și Erin Beute au fost confirmați ca părinți ai Elenei, vor apărea într-o retrospectivă în ultimul episod al sezonului.   Lauren Cohan a reapărut în episodul "Heart of Darkness", ca fantoma Rose, să îl contacteze pe Jeremy și să-l găsească pe Mary, care la transformat pe Rose într-un vampir. 

### storylines
Sezonul trei începe după moartea Jennei si ceremonia care a condus la crearea lui Klaus fiind primul hibrid care i-a afectat puternic pe Alaric, Elena și Jeremy.  Stefan se află într-o situație dificilă, unde nu-si poate controla nevoile pentru sângele uman și continuă să devină un personaj mai întunecat.  În încercarea de ai ajuta pe Stefan, Elena și Damon incep să petreacă timp împreună și încep să-și dea seama că au sentimente unul pentru celalalt.  Ambii se simt vinovați de asta și nu vorbesc despre asta cu voce tare, dar este un adevăr tăcut între cei doi. 
Jeremy are încă probleme cu fantomele sale și încearcă să-i transmită un mesaj important.  El și Bonnie devin din ce în ce mai îndepărtați, deoarece distragerea fantomelor din trecutul său în viața de zi cu zi îl distrage. 
Klaus intentionează să creeze o armată de hibrizi (jumătate de vârcolac, jumatate vampir) care îi sunt chemați.   
La inceput el il insista pe Stefan sa-l ajute, dar Stefan in cele din urma pleaca.  Sezonul se concentrează, de asemenea, asupra modului în care familia originală de vampiri a devenit vampiri de către tatăl lor, Michael Mikaelson, cerându-i lui Esther să devină mai puternici decât vecinii lor vârcolaci.  
De asemenea se adâncește mai adânc în fiziologia familiei, în mod specific frații și arată motivul din spatele motto-ului lor "Always and Forever" și cum se formează legături între unii frați. 

## Evaluări
| No. | Title                     | Air date           | 18–49 rating (Live + SD) | Viewers (millions) increase | Total 18-49 increase | Total viewers (millions) | Ref    |
| --- | ------------------------- | ------------------ | ------------------------ | --------------------------- | -------------------- | ------------------------ | ------ |
| 1   | "The Birthday"            | 15 septembrie 2011 | 1.5                      | 1.1                         | 2.0                  | 3.98                     |        |
| 2   | "The Hybrid"              | 22 septembrie 2011 | 1.2                      | 1.00                        | 1.7                  | 3.52                     | [ 20 ] |
| 3   | "The End of the Affair"   | 29 septembrie 2011 | 1.3                      | 1.05                        | 1.8                  | 3.79                     | [ 21 ] |
| 4   | "Disturbing Behavior"     | 6 octombrie 2011   | 1.2                      | 1.05                        | 1.7                  | 3.68                     | [ 22 ] |
| 5   | "The Reckoning"           | 13 octombrie 2011  | 1.4                      | 1.4                         | 1.2                  | 3.76                     |        |
| 6   | "Smells Like Teen Spirit" | 20 octombrie 2011  | 1.3                      | 1.6                         | 1.7                  | 3.88                     |        |
| 7   | "Ghost World"             | 27 octombrie 2011  | 1.5                      | 1.31                        | 2.1                  | 4.59                     | [ 23 ] |
| 8   | "Ordinary People"         | 3 noiembrie 2011   | 1.6                      | 1.12                        | 2.2                  | 4.63                     | [ 24 ] |
| 9   | "Homecoming"              | 10 noiembrie 2011  | 1.4                      | 2.0                         | 1.8                  | 4.78                     |        |
| 10  | "The New Deal"            | 5 ianuarie 2012    | 1.5                      | 0.88                        | 1.9                  | 4.20                     | [ 25 ] |
| 11  | "Our Town"                | 12 ianuarie 2012   | 1.2                      | 1.43                        | 1.8                  | 4.29                     | [ 26 ] |
| 12  | "The Ties That Bind"      | 19 ianuarie 2012   | 1.2                      | 1.13                        | 1.7                  | 3.84                     | [ 27 ] |
| 13  | "Bringing Out the Dead"   | 2 februarie 2012   | 1.2                      | 1.37                        | 1.8                  | 4.11                     | [ 28 ] |
| 14  | "Dangerous Liaisons"      | 9 februarie 2012   | 1.3                      | 1.17                        | 1.8                  | 4.25                     | [ 29 ] |
| 15  | "All My Children"         | 16 februarie 2012  | 1.4                      | 1.04                        | 1.9                  | 3.94                     | [ 30 ] |
| 16  | "1912"                    | 15 martie 2012     | 1.2                      | 1.32                        | 1.8                  | 3.96                     | [ 31 ] |
| 17  | "Break on Through"        | 22 martie 2012     | 1.3                      | 1.03                        | 1.8                  | 3.72                     | [ 32 ] |
| 18  | "The Murder of One"       | 29 martie 2012     | 1.2                      | 1.02                        | 1.7                  | 3.46                     | [ 33 ] |
| 19  | "Heart of Darkness"       | 19 aprilie 2012    | 1.0                      | 1.32                        | 1.6                  | 3.53                     | [ 34 ] |
| 20  | "Do Not Go Gentle"        | 26 aprilie 2012    | 1.1                      | 1.01                        | 1.6                  | 3.23                     | [ 35 ] |
| 21  | "Before Sunset"           | 3 mai 2012         | 1.1                      | 0.88                        | 1.7                  | 3.42                     | [ 36 ] |
| 22  | "The Departed"            | 10 mai 2012        | 1.2                      | 0.98                        | 1.8                  | 3.51                     | [ 37 ] |

## DVD și Blu-ray de presă
| Vampire Diaries - cel de-al treilea sezon | | | | | |
| Setați detalii | Setați detalii | Setați detalii | Caracteristici speciale | Caracteristici speciale | Caracteristici speciale |
| - 22 episoade - 5 discuri DVD sau 4 discuri Blu-ray Set - DVD: Engleză ( Dolby Digital 5.1) - Blu-ray: Engleză ( DTS-HD Master 5.1) - Audio Comentarii | - 22 episoade - 5 discuri DVD sau 4 discuri Blu-ray Set - DVD: Engleză ( Dolby Digital 5.1) - Blu-ray: Engleză ( DTS-HD Master 5.1) - Audio Comentarii | - 22 episoade - 5 discuri DVD sau 4 discuri Blu-ray Set - DVD: Engleză ( Dolby Digital 5.1) - Blu-ray: Engleză ( DTS-HD Master 5.1) - Audio Comentarii | - Vampire Diaries : Coborârea lui Stefan în întuneric (Featuredte) - Vampiri originali: începutul (Featurette) - A doua mușcă: Bloopers Caracteristici bonus exclusive pentru versiunea Blu-ray Disc : - Paginile producătorului (Pachetul scriitorului, vrăjitoriile producătorului și sunetul FX, scorul și suspansul) - Scene favorite - Seria "Cele mai multe momente de oprire a inimii" - Copie digitală a tuturor episoadelor de sezon | - Vampire Diaries : Coborârea lui Stefan în întuneric (Featuredte) - Vampiri originali: începutul (Featurette) - A doua mușcă: Bloopers Caracteristici bonus exclusive pentru versiunea Blu-ray Disc : - Paginile producătorului (Pachetul scriitorului, vrăjitoriile producătorului și sunetul FX, scorul și suspansul) - Scene favorite - Seria "Cele mai multe momente de oprire a inimii" - Copie digitală a tuturor episoadelor de sezon | - Vampire Diaries : Coborârea lui Stefan în întuneric (Featuredte) - Vampiri originali: începutul (Featurette) - A doua mușcă: Bloopers Caracteristici bonus exclusive pentru versiunea Blu-ray Disc : - Paginile producătorului (Pachetul scriitorului, vrăjitoriile producătorului și sunetul FX, scorul și suspansul) - Scene favorite - Seria "Cele mai multe momente de oprire a inimii" - Copie digitală a tuturor episoadelor de sezon |
| Datele de lansare | | | | | |
| Regiunea 1 | Regiunea 1 | Regiunea 2 | Regiunea 2 | Regiunea 4 | Regiunea 4 |
| 11 septembrie 2012 | 11 septembrie 2012 | 20 august 2012 | 20 august 2012 | 3 octombrie 2012 | 3 octombrie 2012 |